# مدرسة أمريكا اللاتينية للطب
مدرسة أمريكا اللاتينية للطب (بالإسبانية: Escuela Latinoamericana de Medicina)‏ وتختصر ELAM هي مدرسة طبية دولية رئيسية في كوبا وجزء بارز من نظام الرعاية الصحية الكوبي. أسستها الحكومة الكوبية في عام 1999. توصف الكلية بأنها قد تكون أكبر كلية طب في العالم حيث يدرس فيها أكثر من 19,550 طالب من 110 دولة في عام 2013. جميع الطلبة المُسجلين في الجامعة هم طلاب دوليون وبشكل خاص من أفريقيا وآسيا وأمريكا اللاتينية ومنطقة البحر الكاريبي. تقبل المدرسة الطلبة من الولايات المتحدة، حيث كان فيها 91 طالبًا في يناير 2007. رسوم الدراسة والإقامة والطعام مجانية وتقدم المدرسة أيضًا مصروف رمزي للطالب.